# Bistum Bo (römisch-katholisch)
Das Bistum Bo (lateinisch Dioecesis Boënsis, englisch Diocese of Bo) ist eine in Sierra Leone gelegene römisch-katholische Diözese mit Sitz in Bo. Es umfasst alle vier Distrikte Bo, Bonthe, Moyamba und Pujehun der Provinz Southern. 

## Geschichte
Papst Benedikt XVI. gründete es am 15. Januar 2011 aus Gebietsabtretungen des Erzbistums Freetown. Seit der Gründung ist der Ortsordinarius Charles Allieu Matthew Campbell.